# 순수미술

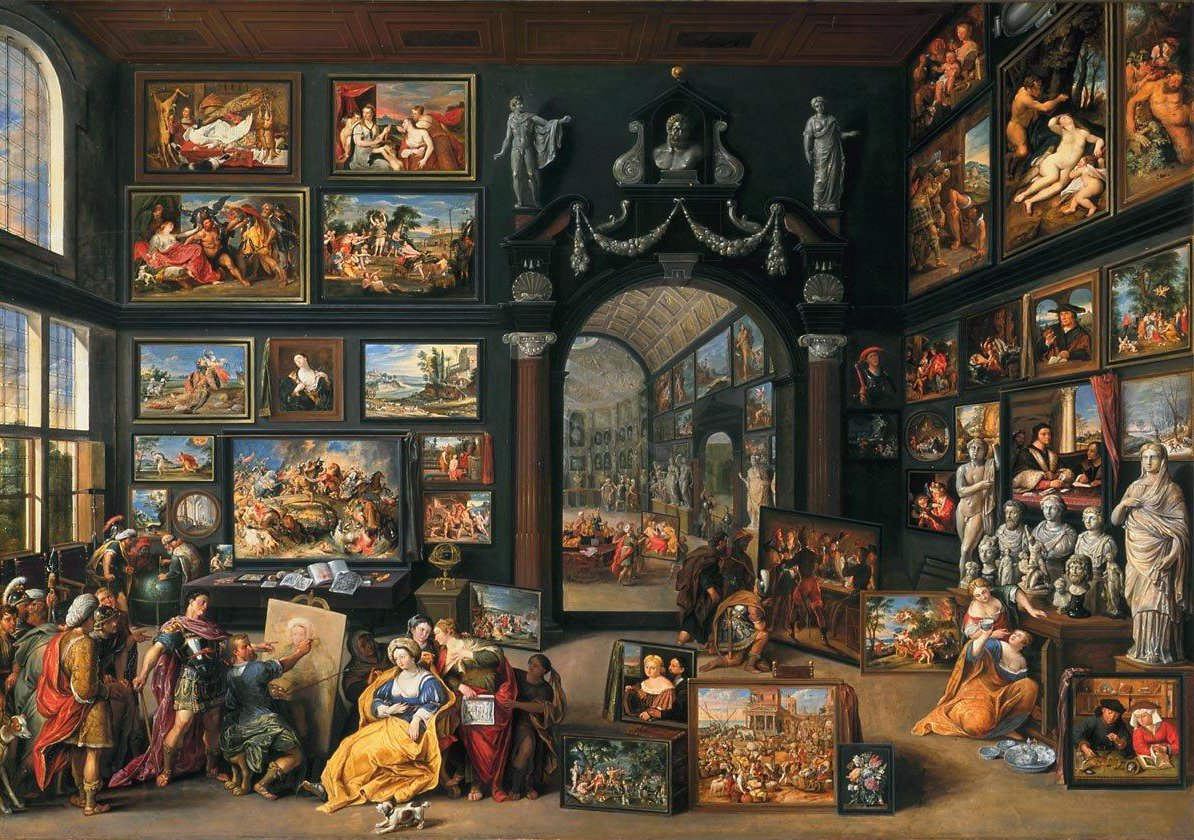

순수미술(純粹美術)은 예술적 가치를 독점적으로 하는 활동과 작품을 가리키는 개념이다. 특히 응용 미술, 대중 미술과 구별하여 순수 미술을 의미하는 경우에 사용된다. 순수미술은 하이컬처를 구성하는 부분이다. 대표적인 순수미술은 회화, 조각이며, 이에 대한 일러스트레이션과 디자인, 공예가 포함되고 있지만, 20세기 마지막 분기 이후 구분이 애매해지고 있다.